# Pedro de Cisneros

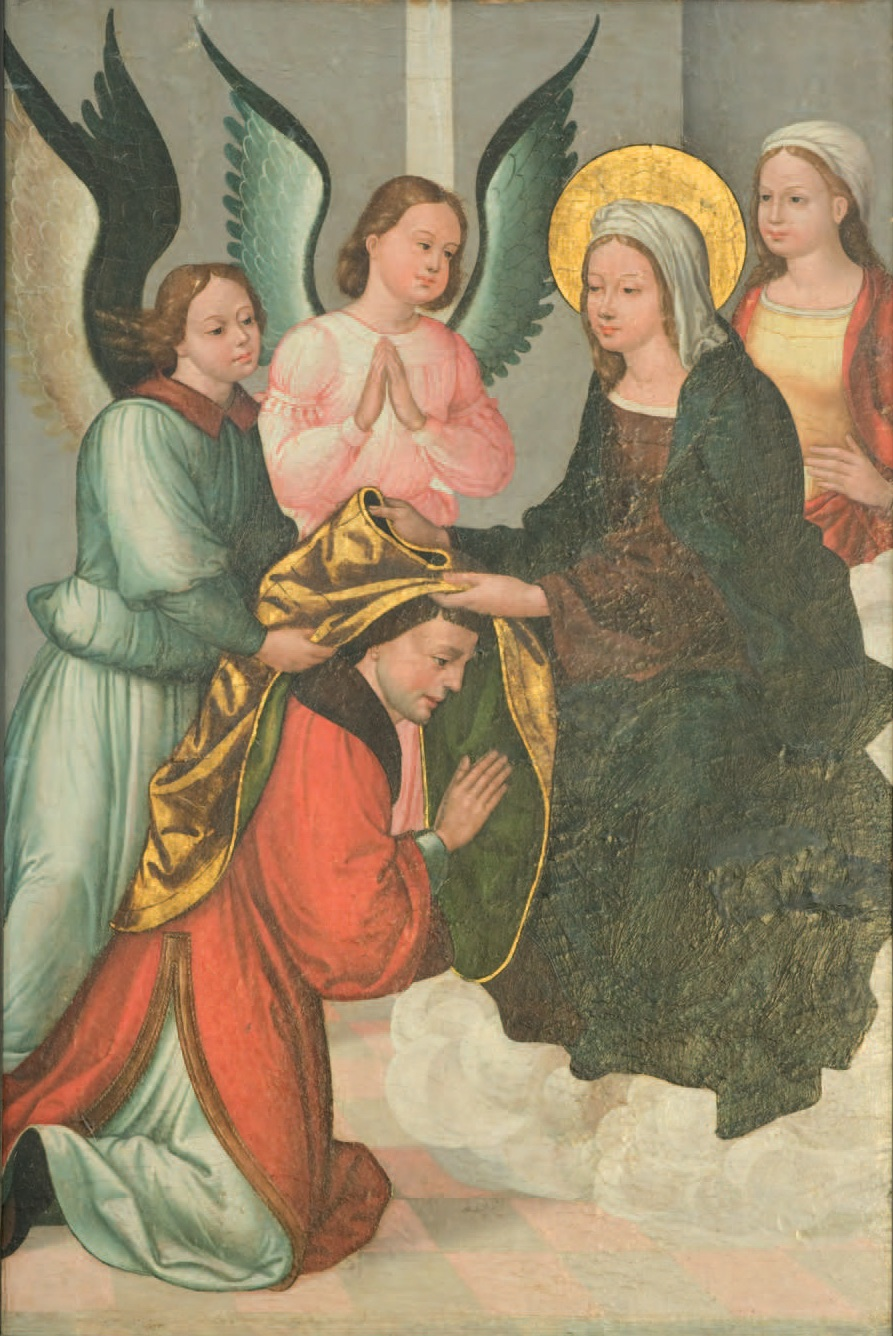
Imposición de la casulla a san Ildefonso, óleo sobre tabla, 81 x 55 cm, Valdemoro, Iglesia Parroquial de la Ascensión de Nuestra Señora.

Pedro de Cisneros el Viejo (fallecido el 16 de noviembre de 1546) fue un pintor español activo en Toledo, discípulo y colaborador de Juan de Borgoña, padre de Pedro de Cisneros el Joven (documentado entre 1546 y 1591) y tío de Pablo de Cisneros, ambos también pintores.

## Biografía y obra
Aunque tratado con desdén por Chandler R. Post, atendiendo a la «pobre personalidad artística» que se advierte en la única obra documentada que se ha conservado: el retablo de la capilla del arcediano Morales en el convento de Santa Clara de Toledo, en el que trabajó entre 1535 y 1538, Cisneros se manifiesta en él como un estrecho seguidor de Juan de Borgoña con algunas notas singulares, como un novedoso interés por el paisaje. Obras atribuidas, a partir de las tablas de Santa Clara, son las pinturas del retablo del coro de la iglesia de San Juan de la Penitencia y cuatro tablas posiblemente procedentes de la predela de un antiguo retablo conservadas en la parroquial de Valdemoro con San Sebastián, Santa Inés, San Antonio de Padua y la Imposición de la Casulla a san Ildefonso.
En su testamento, dado en octubre de 1546, declaraba que el ya fallecido Juan de Borgoña le adeudaba seis ducados, que disponía se les perdonasen a sus herederos, al tiempo que encargaba algunas misas por su alma, «porque yo aprendí con él (...) y demás de esto tuvymos algunas obras en companya». Las noticias relativas a su actividad recogidas en el testamento indican un volumen de trabajo considerable, interrumpido por una muerte temprana. Dejaba sin terminar los retablos de la capilla de San Antonio del monasterio de San Juan de los Reyes, en el que pedía ser enterrado, y el de la villa de Almorox, por el que había recibido 5000 maravedís. Todavía se le debían ciertas cantidades por un retablo pintado para el monasterio de San Francisco de Pinto y otro tenía contratado para la iglesia de San Pedro de Ocaña. Aún vivía su padre, que le administraba algunas propiedades y renunciaba a heredarle, y dejaba por heredero universal a su hijo Pedro, hijo natural y menor de edad, a quien ponía como curador a Alonso de Orense, que le había de enseñar el oficio de tejedor de terciopelo. Como albacea nombraba junto con el citado Alonso de Orense a Juan Correa de Vivar.